# Alain Jakubowicz
 (mai 2025).
Pour les articles homonymes, voir Jakubowicz.
Alain Jakubowicz est un avocat français né le 2 mai 1953 à Villeurbanne, dans la banlieue lyonnaise.
Il est le président de la Ligue internationale contre le racisme et l'antisémitisme (Licra) du 31 janvier 2010 au 6 novembre 2017.

## Biographie
Alain Jakubowicz est issu d'une famille juive française vivant dans la région lyonnaise. Ses parents venant de Pologne et d'Autriche, arrivent en France en 1933. Ils parviennent à Lyon où son père devient propriétaire d'une manufacture de fuseaux.
Jusqu'à l'âge de 23 ans, il est engagé dans des « mouvements de jeunesse communautaires ».[réf. nécessaire] et sera notamment le moniteur en colonie de vacances d'Arno Klarsfeldet de Cyril Hanouna[réf. nécessaire] au Centre culturel de vacances et de loisirs (CCVL).
Après des études de droit à l'université Jean-Moulin-Lyon-III, il effectue sa prestation de serment d'avocat le 13 décembre 1976. Il est associé fondateur du cabinet Jakubowicz & Mallet-Guy associés à Lyon dont les activités dominantes concernent le droit commercial, le droit pénal des affaires, l'arbitrage, le droit de la presse, et le devoir de mémoire pour la Shoah[source secondaire nécessaire].

### Carrière d'avocat
En tant qu'avocat, il est engagé aux côtés du Consistoire central israélite de France pour les procès Klaus Barbie, Paul Touvier et Maurice Papon. Il est également l'avocat des familles des victimes de l'incendie du tunnel du Mont-Blanc (2005), celui des familles des victimes du vol Air France 447 (2009), et celui de Karim Benzema dans l'affaire de chantage présumé à la sextape de Mathieu Valbuena (2015)[réf. nécessaire].
En 2018, il défend le maire de Dakar, Khalifa Sall.

#### Les affaires Barbie, Touvier et Papon
Aux côtés de plusieurs avocats au nombre desquels Roland Dumas, Yves Jouffa et Serge Klarsfeld, il participe, au nom du Consistoire israélite de France, au procès de Klaus Barbie pour crimes contre l'humanité en 1987 devant la cour d'assises du Rhône, à Lyon.
En 1994, il participe au procès de Paul Touvier. C'est le premier procès retenant le chef d'inculpation de crime contre l'humanité pour un collaborateur français. Il publie en 1995 avec René Raffin, journaliste au quotidien Le Progrès, l'ouvrage Touvier, histoire du procès. Il retrouve ses confrères pour le procès de Maurice Papon, en 1997, devant la cour d'assises de la Gironde en 1997 à Bordeaux.

#### L'affaire Nordahl Lelandais
En septembre 2017, Alain Jakubowicz devient le principal avocat de Nordahl Lelandais, suspect appréhendé par la gendarmerie dans l'affaire Maëlys et Arthur Noyer. Le 18 février 2022, la cour d'assises de l’Isère reconnaît Nordahl Lelandais coupable de l’enlèvement et du meurtre de Maëlys de Araujo. Il est condamné à la réclusion criminelle à perpétuité avec une période de sûreté de 22 ans.

### Carrière politique
Il est adjoint au maire de Lyon Michel Noir en tant que délégué aux droits de l'homme de 1989 à 1995,. Il y vote une subvention municipale de 1,592 million de francs au nouveau parti de Michel Noir, Nouvelle Démocratie. Cette subvention permet au parti de régler ses honoraires d'avocat pour un montant de 439 168 francs. Ce fait qui, selon le parquet général de Lyon, « caractérise le paiement d'une dépense strictement personnelle au moyen d'un compte alimenté notamment par des fonds politiques », lui est reproché lors du procès de Michel Noir,.

#### Prises de position
Il est en faveur du droit de vote des étrangers ; France-Soir note, en février 1991, qu'il a « le cœur à gauche ».
En 2015, en tant que président de la Ligue internationale contre le racisme et l'antisémitisme (Licra), il demande que le quartier de La Négresse à Biarritz soit rebaptisé. Le scandale est venu d'une banderole annonçant les « fêtes de la Négresse » et arborant le dessin stéréotypé d'une femme noire. Le maire de Biarritz Michel Veunac (MoDem) rejette la demande.
Lors de l'élection présidentielle française de 2017 et de celle de 2022, il appelle à voter pour Emmanuel Macron au second tour face à Marine Le Pen,.

### Engagements associatifs
- Cofondateur du Centre d'histoire de la résistance et de la déportation (CHRD) de Lyon 1992
- Président du Conseil représentatif des institutions juives de France (Crif) Rhône-Alpes de 1995 à 2004
- Président délégué du Conseil lyonnais pour le respect des droits (CLRD) de 2001 à 2009
- Membre du bureau exécutif de la Ligue internationale contre le racisme et l'antisémitisme (Licra) depuis 1986
- Administrateur du mémorial des enfants d'Izieu depuis 1998
- Président de la Licra du 31 janvier 2010 à octobre 2017
- Membre de la Commission nationale consultative des droits de l'homme (CNCDH)

### Vie privée
Marié depuis 1977 à Gabrielle Edelstein, il a trois enfants.
Il fréquente la grande synagogue de Lyon, orthodoxe, mais considère que c'est « par atavisme », car il se sent « juif sans Dieu » et plus proche du judaïsme libéral.

## Controverses
En juillet 2015, dénonçant l'utilisation du concept d'« islamophobie », le community manager de la Licra envoie des tweets en langage « petit nègre » : « Islamophobie vise la religion, pas les personnes, judéophobie vise le judaïsme ET les juifs. Toi comprendre l'ambiguïté ? », langage dont, selon Dom Bochel Guégan de L'Obs, « la connotation raciste (le comble pour la Licra) n'est plus à démontrer, marque d'un profond mépris à l'encontre du destinataire du message ». Le tweet ayant été envoyé par le community manager de la Licra, Alain Jakubowicz présente par la suite ses excuses au nom de l'association.
En mai 2016, à la suite de propos d'Alain Jakubowicz qu'elle juge transphobe et « infamant pour les personnes trans », l'association Act Up-Paris saisit le Conseil supérieur de l'audiovisuel (CSA). Critiquant la parité hommes-femmes dans le gouvernement, Alain Jakubowicz avait affirmé sur CNews : « Commençons d'ailleurs à mettre un nombre pair, si on veut avoir une égalité totale entre hommes et femmes. Avec 15 ministres, ça va être difficile, à moins que peut-être on ait un transgenre, ou je ne sais quoi. On est vraiment dans le délire ». Le 26 juillet 2016, le CSA a considéré « qu'en dépit de la grande maladresse des propos [du président de la Licra], aucun encouragement à des comportements discriminatoires n'était caractérisé ».
En novembre 2016, il fait l'objet d'une nouvelle polémique après des propos qualifiant l'islamophobie d'« imposture » à combattre.
En 2017, la participation de la Licra en tant que partie civile au procès de Georges Bensoussan, incomprise par une partie des militants, provoque des réactions qui conduisent à la fin de la présidence d'Alain Jakubowicz, remplacé par Mario Stasi[réf. nécessaire].
Selon Le Canard enchaîné, il fait l'objet d'une enquête préliminaire pour « manquement à l'obligation déclarative », car il n'aurait pas fourni de déclaration d'intérêt et de patrimoine à la Haute Autorité pour la transparence de la vie publique lors de sa nomination, en 2018, à la Commission nationale consultative des droits de l'homme (CNCDH).
Le 8 mai 2025, jour de la commémoration du 80ème anniversaire de la victoire sur le nazisme, lors d'une interview sur BFM TV,  il compare Jean-Luc Mélenchon à Joseph Goebbels, l'ancien ministre de la propagande d'Hitler, sans aucune réaction de la journaliste Apolline de Malherbe. Le leader de La France insoumise annonce déposer une plainte pour injure publique.

## Décorations
- Officier de la Légion d'honneur. Il est fait chevalier le 13 juillet 2006[24], puis est promu officier le 13 juillet 2019[25].
- Chevalier de l'ordre national du Mérite. Il est fait chevalier le 14 novembre 2002[26].

## Publications
- (avec René Raffin), Touvier, Éditions Julliard, 1995
- Soit je gagne, soit j'apprends, Plon, 2019
- (avec Stéphane Nivet), Vous étiez belles pour l'éternité, Le Progrès, 2022